# Lunar Laser Ranging experiment

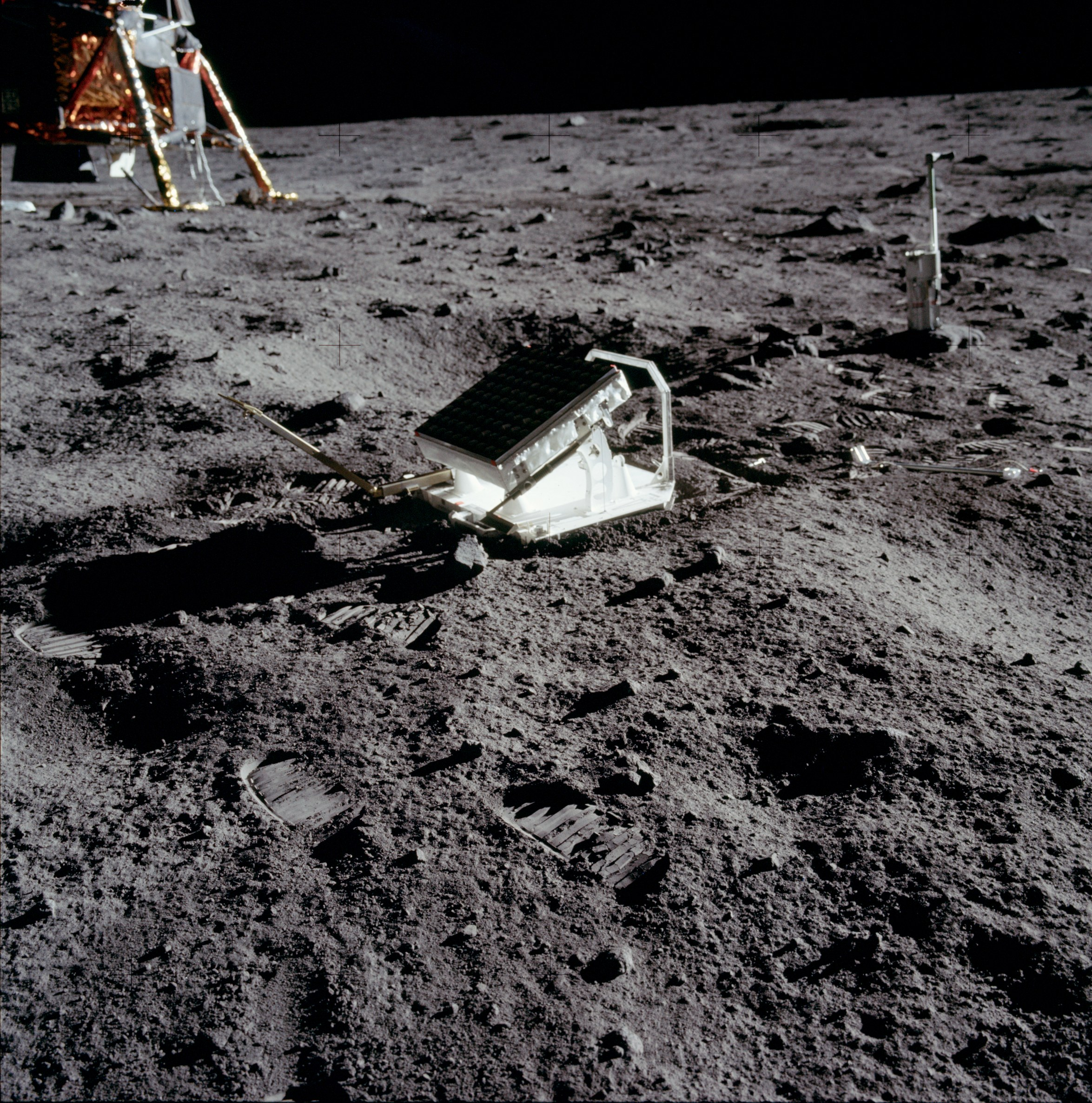
Fotografia del retrorreflector làser instal·lat en la Lluna per l'Apollo 11.

El Lunar Laser Ranging Experiment (o bé Laser Ranging Retro-Reflector també conegut per les seves sigles LRRR i ocasionalment denominat LR-3), és un experiment instal·lat en l'ALSEP de tres de les missions Apollo (Apollo 11, 14 i 15) i de les dues missions Lunokhod, tot i que no van actuar conjuntament. El seu objectiu és reflectir un feix de llum làser disparat des de la Terra, amb la finalitat de mesurar amb elevada precisió la distància a la qual en un moment determinat es troba la Lluna. Mesuraments similars han estat realitzats per un equip soviètic usant un làser de robí des de l'Observatori Astrofísic de Crimea.

## Història
Aquest experiment s'ha estat utilitzant des de fa més de 35 anys, i continua actiu. El retrorreflector de l'Apollo 15 és tres vegades més gran que els altres dos retrorreflectors de les missions anteriors, per la qual cosa aquest retrorreflector va ser l'objectiu del 75% dels mesuraments fets en els primers 25 anys de l'experiment. La millora a la tecnologia des de llavors s'ha traduït en un major ús dels dos primers retrorreflectors, des de diferents observatoris del món, com el McDonald Observatory (Estats Units) i l'observatori de la Costa Blava a (França).

## Usos
Alguns dels resultats d'aquest experiment són: 
- L'òrbita de la Lluna s'està allunyant de la Terra a un ritme de 3,8 centímetres per any, a causa de les marees terrestres.[4] Aquest valor és considerat anormalment alt.[5]
- La Lluna probablement té un nucli líquid.
- S'ha fitat l'error de la mesura de la constant gravitacional de Newton, per la qual cosa la força de la gravetat és molt estable.[6]
- L'òrbita de la Lluna mesurada fins ara amb els reflectors està dins dels límits predits per la teoria de la relativitat d'Einstein.

Els dos astromòbils automàtics del programa soviètic Lunokhod també van portar a la Lluna petits miralls similars. Es van rebre senyals de làser rebotades pel Lunokhod 1, però es va perdre el contacte des de 1971, a causa de l'orientació final del seu reflector i certa incertesa sobre la seva localització en la Lluna. L'abril de 2010, un observatori de la universitat de Califòrnia a San Diego, van usar les imatges del Lunar Reconnaissance Orbiter per localitzar-ho. El 22 d'abril de 2010 i dies posteriors es va mesurar la distància a l'astromòbil, amb èxit, arribant a una aproximació d'1 metre. Per a la seva sorpresa, els reflectors de Lunokhod 1 estan reflectint molta més llum que qualsevol dels altres reflectors sobre la Lluna. Per la seva banda, el retro-reflector del Lunokhod 2 continua reflectint els senyals de làser enviades des de la Terra.
La innegable presència dels retrorreflectors làser en la superfície lunar ha estat utilitzada com un argument per refutar les teories de la conspiració dels allunatges del Programa Apollo.
El reflector apareix en el capítol "The Lunar Excitation", número 23 de la tercera temporada de la sèrie "The Big Bang Theory".

## Situació dels L.R.R.R. de les missions Apollo
- Apollo 11: 0,67337º N, - 23,47293º E
- Apollo 14: 3,64421º S, - 17,47880º W
- Apollo 15: 26,13333º N, - 3,62837º E